# Casale Monferrato
Pour les articles homonymes, voir Casale.
Casale Monferrato (en français Casal) est une ville italienne d'environ 32 000 habitants, située dans la province d'Alexandrie, dans la région du Piémont, dans l'Italie nord-occidentale.

## Géographie
Casale Monferrato se trouve au bord du Pô dans une plaine au pied des collines du Montferrat.

## Histoire

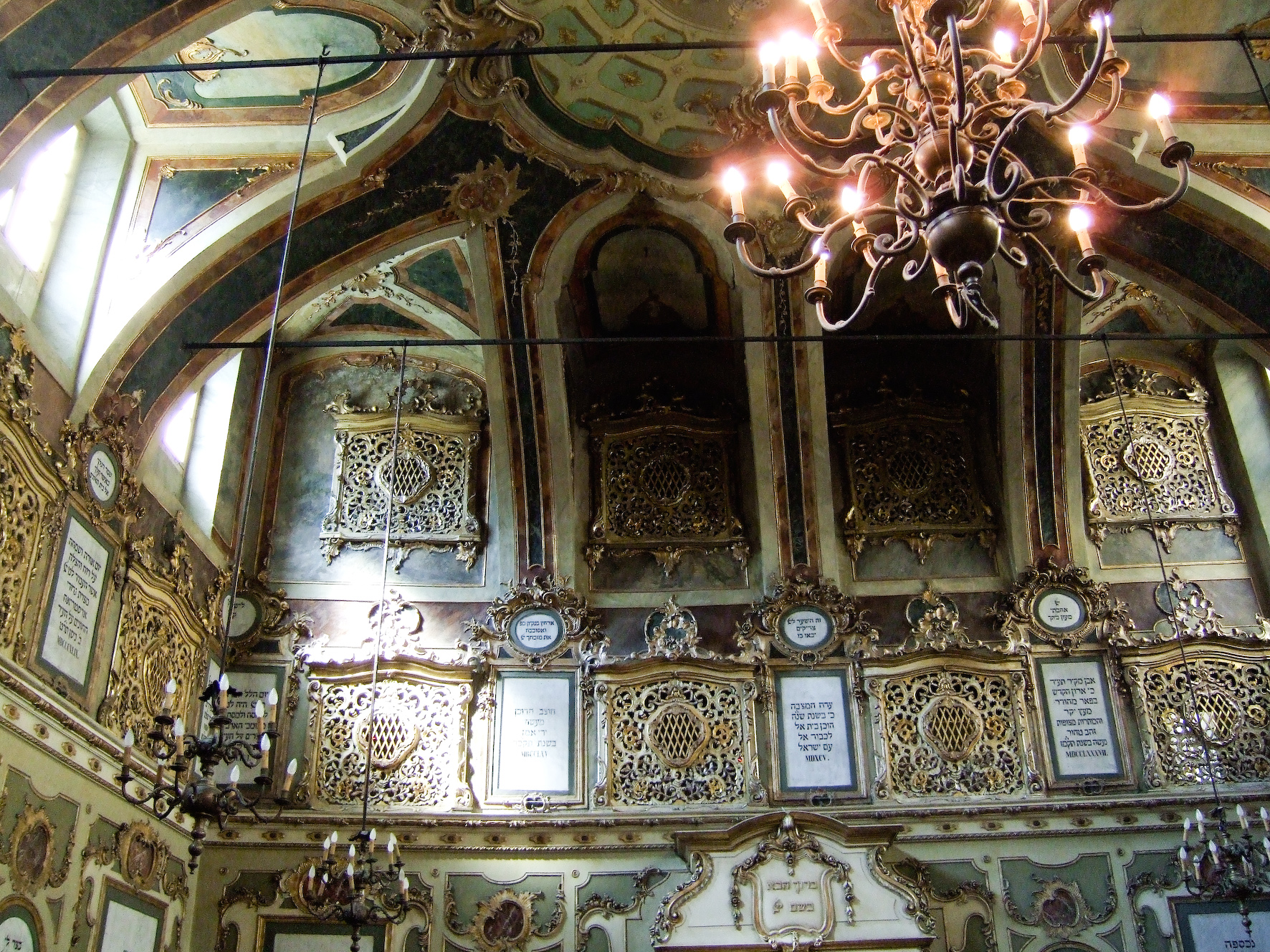
Synagogue de Casale Monferrato (Piémont) - Intérieur. Salle de prière utilisée depuis 1599. Restaurée en 1968 en retrouvant les couleurs d'origine (cf. Annie Sacerdoti, Guida all'Italia ebraica, Venezia 2003).

L'évêque d'Asti, saint Evasio (en), christianisa le petit bourg de Casal, qui s'appela ensuite Casale di Sant'Evasio, et commença d'être cité aux archives du chapitre en l'an 988.

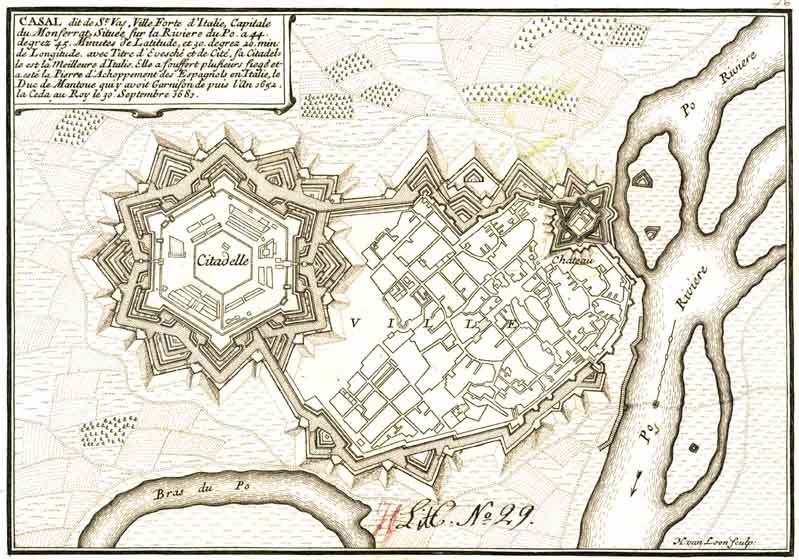
Légende : Casal dit de St. Vas Ville Forte d'Italie, Capitale du Monferrat, située sur le fleuve Po, à 44 degrés 45 minutes de latitude et 30 degrés 20 minutes de longitude. Avec titre d'évêché et de Cité. Sa citadelle est la meilleure d'Italie. Elle a souffert plusieurs sièges et a été la pierre d'achoppement des Espagnols en Italie. Le duc de Mantoue y avait garnison depuis 1652 la céda au Roi le 30 septembre 1682.

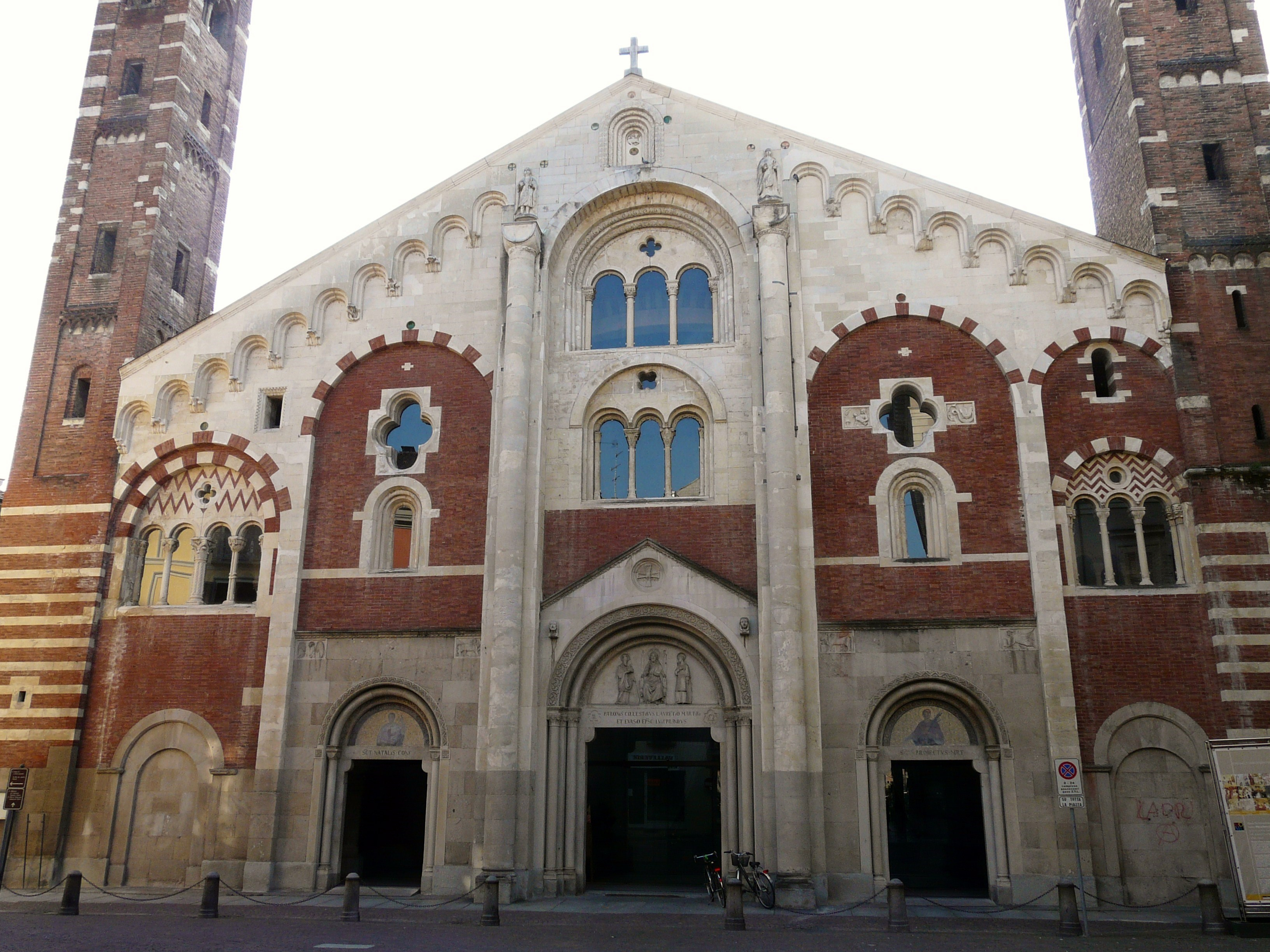
Cathédrale.

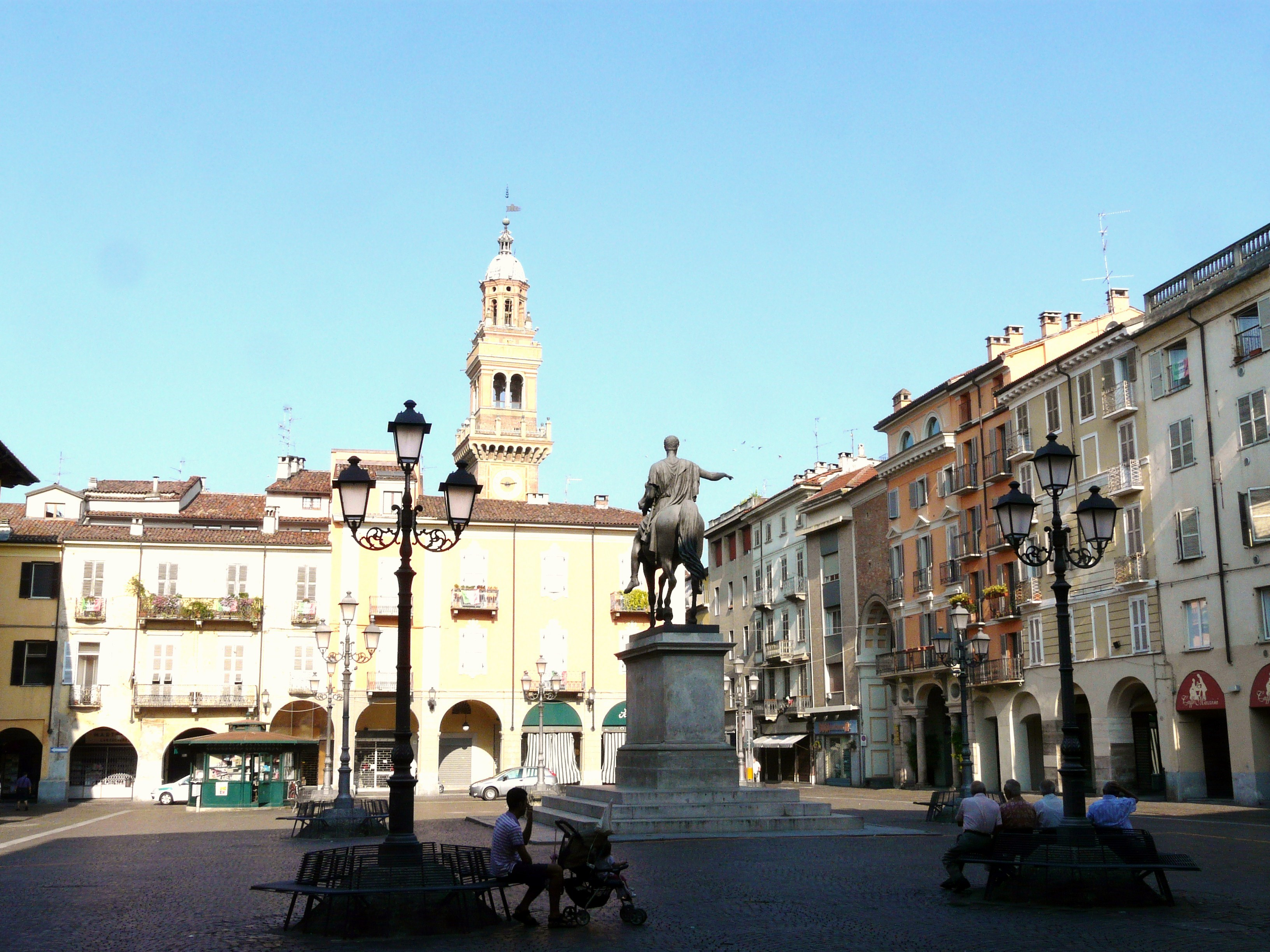
Piazza Mazzini.

Il resta sous les Alérame (Aleramici) jusqu'en 1305, ayant subi un assaut qui le mit en ruine en 1215 sous l'attaque des cités de Verceil, Alexandrie et Milan.

Conquise par les Visconti en 1370, la ville est rendue au marquis en 1404 et le bourg devient la capitale du marquisat de Montferrat, sous les Paléologue de Byzance et, en 1474, elle devient une commune.
En 1559, le traité du Cateau-Cambrésis la transfère au pouvoir des Gonzague (Gonzaga) de Mantoue, qui s'emploient à la fortifier. Ils vont construire une nouvelle enceinte et une citadelle hexagonale vers 1590. La nouvelle enceinte permet d'englober la Ville Neuve qui est alors entre l'enceinte médiévale et la nouvelle enceinte. Au XVIIe siècle, les Gonzague continuent à renforcer les défenses de l'enceinte. L'ingénieur italien Fernando Carlo intervient sur l'enceinte entre 1668 et 1674.
En 1628, la ville est assiégée une première fois, c'est le début de la guerre dite de succession de Mantoue. Alors défendue par le maréchal de France Toiras, elle sera assiégée une seconde fois, en 1630 (ce siège est le fil conducteur de la mini-série Le Chevalier Tempête diffusée en 1970 par l'ORTF).
En 1681, le duc de Mantoue, Charles III Ferdinand de Mantoue, vend la ville et la citadelle au roi de France. Vauban visite la place et produit un mémoire dans lequel il présente les faiblesses de la place qui est alors renforcée. Le général Catinat, ami de Vauban, est nommé gouverneur de la place. Les premiers chantiers se sont terminés en 1686, puis ils reprennent en 1686, puis entre 1691 et 1693.
Pendant la guerre de la Ligue d'Augsbourg, la ville est prise par les Piémontais. Elle est assiégée en 1695 par les Français sous le commandement de Vauban. Les fortifications sont démolies par les Français lors de la restitution de la ville au duc de Mantoue en 1696.
Tout au long du XVIIe siècle, elle est l'objet de sièges et d'assauts de la part des Espagnols et des Français, jusqu'au Traité d'Utrecht de 1713, où elle perd son rôle de capitale en passant à la maison de Savoie.
Les ingénieurs savoyards reconstruisent l'enceinte de la ville à la fin du XVIIe siècle, début du XVIIIe siècle, mais pas la citadelle qui est remplacée par un couronné. L'occupation de 1745 fut l'occasion de saccages dans les églises et les couvents.
Sur le plan artistique, elle subit des influences baroques et françaises, mélange apprécié encore aujourd'hui. Par reconnaissance de Napoléon Bonaparte, furent construits quelques édifices publics (tribunal, lycée, caserne). L'enceinte de la ville est détruite pendant le Premier Empire. Elle est rétablie en 1848 au moment de la première guerre d'indépendance italienne.
À la suite de la défaite de Novare (1849), elle résista courageusement aux troupes autrichiennes et pendant la seconde guerre d'indépendance, elle eut un rôle hautement stratégique.
Située dans le triangle industriel, la ville de Casale Monferrato devint la « capitale du ciment » à la fin du XIXe siècle en raison de la richesse de ses collines. Au XXe siècle, elle hébergea de nombreuses entreprises dans les domaines des machines d'imprimerie et de l'industrie du froid.
Casale Monferrato est, des villes italiennes concernées par l'énorme procès de l'amiante à Turin, la plus touchée avec environ 1 500 morts estimés. Le procès de deux ex-dirigeants d'Eternit responsables, selon l'accusation, de la mort de 2 900 personnes, ouvert à Turin en décembre 2009, s'est achevé le 13 février 2012 par la condamnation des deux prévenus à 16 ans de prison. Les indemnités octroyées aux parties civiles atteignent 25 millions d’euros pour la ville de Casale-Monferrato.

## Culture

### Musées
- Le Musée Civique est situé dans l'ancien couvent de Santa Croce, dont le cloître est décoré des fresques du peintre "Il Moncalvo"[8].
- Le Musée Dynamique «Géométries de l’Eau» est situé à l’intérieur de la Station de relevage hydraulique du Canal Lanza[9].

## Monuments et patrimoine

### Édifices religieux
- Cathédrale de Casale Monferrato
- Église Saint-Dominique (Casale Monferrato) (it)
- Église Sainte-Catherine (Casale Monferrato) (it)
- Église Saint-Michel (Casale Monferrato) (it)
- Casale Monferrato possède l'une des plus importantes parmi les synagogues baroques du Piémont.

### Édifices civils
- Château des Paléologue (Casale Monferrato) (it)
- Théâtre municipal de Casale Monferrato (it)

### Édifices du patrimoine industriel
Casale présente de nombreux témoignages du passé industriel, lié avant tout à l'industrie du ciment et aux mines de marne. Parmi les plus connus figurent:
- Paraboloide: c'est le dernier témoignage de l'ancienne usine Robatti, un complexe de production construit entre 1873 et 1876 par la Società Anonima Fabbrica Calci e Cementi di Casale dans lequel on fabriquait d'abord de la chaux hydraulique (1873) puis du ciment (1876). Le Paraboloide était un dépôt horizontal pour le stockage du clinker construit en 1922-23 par la société Italcementi sur la base d'un projet de l'ingénieur Luigi Radici. Le bâtiment est protégé par le Ministère italien de la Culture, car il est considéré comme un point de référence pour l'architecture industrielle nationale, pour sa conformation architecturale, pour les techniques de construction utilisées et pour son fonctionnement[10].

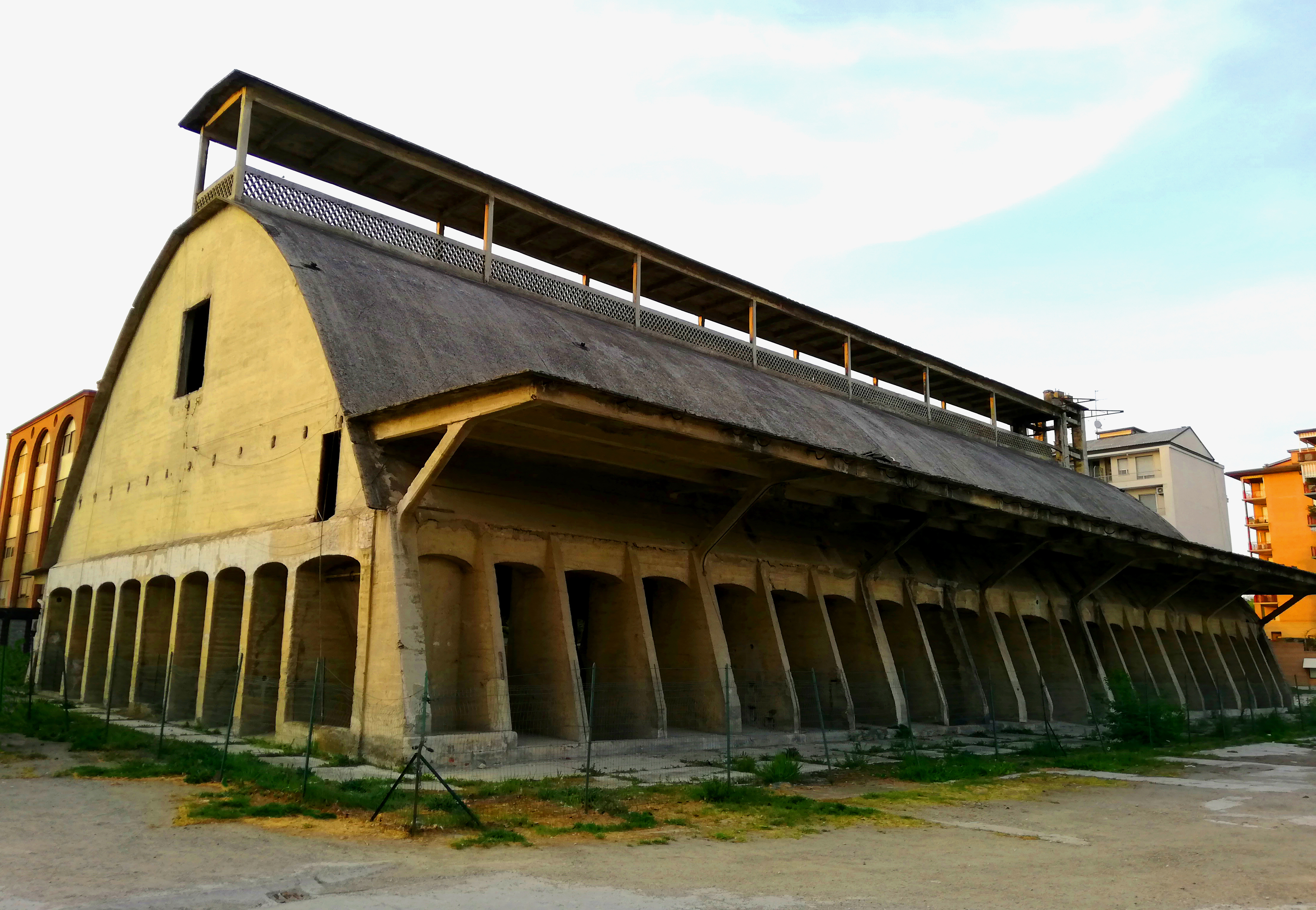
Le Paraboloide

- Furnasetta: il s'agit d'un four vertical en briques construit en 1872 par le géomètre Luigi Marchino pour la cuisson de la chaux. En 1912, il fut adapté à la production du ciment Portland naturel. C'est le dernier témoignage de l'ancienne usine fondée en 1872 par la société Marchino et C. pour la production de la chaux et pour la fabrication de briques. La fabrication du ciment a commencé en 1878[11]. À l'intérieur de l'usine se trouvait le siège de l'entreprise, qui fut également maintenu au cours des décennies suivantes. En 1969, le nom de l'entreprise Unione Cementi Marchino a été changé en Unicem SpA (Unione Cementerie Marchino ed Emiliane e di Augusta SpA). Dans les années 1960, l'activité productive est arrêtée et les usines sont démantelées à l'exception de la Furnasetta et du bâtiment de bureaux: la zone est urbanisée. Entre 1997 et 1999, le processus d'intégration d'Unicem dans Cementi Buzzi a été lancé et conclu[12]. Le groupe Buzzi Spa est l'actuel propriétaire du domaine.

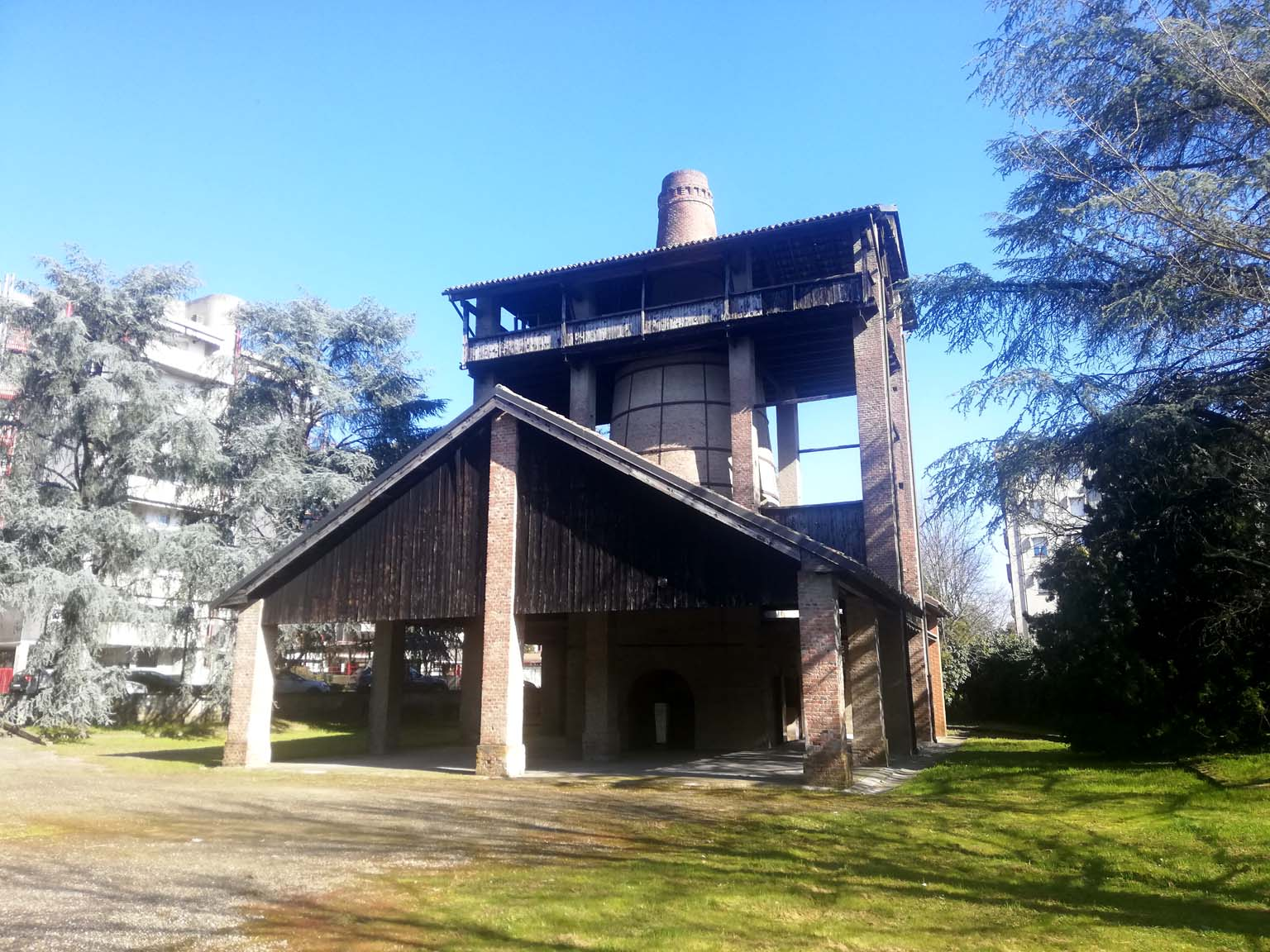
La Furnasetta

- Station de relevage hydraulique du Canal Lanza
- Ancienne cimenterie Fratelli Palli - Cementi Alta Italia

## Administration
| Période                                  | Période      | Identité            | Étiquette               | Qualité |
| ---------------------------------------- | ------------ | ------------------- | ----------------------- | ------- |
| 22 juin 2009                             | 10 juin 2014 | Giorgio Demezzi     | Le Peuple de la liberté |         |
| 10 juin 2014                             | 27 mai 2019  | Concetta Palazzetti | Parti démocrate         |         |
| 27 mai 2019                              | 14 juin 2024 | Federico Riboldi    | Centre droit            |         |
| 14 juin 2024                             | En cours     | Emanuele Capra      |                         |         |
| Les données manquantes sont à compléter. |              |                     |                         |         |

### Hameaux
Casale Popolo, Rolasco, Roncaglia, San Germano, Santa Maria del Tempio, Terranova, Vialarda

### Communes limitrophes
Balzola, Borgo San Martino, Camagna Monferrato, Candia Lomellina (PV), Coniolo, Conzano, Frassineto Po, Morano sul Po, Motta de' Conti (VC), Occimiano, Ozzano Monferrato, Pontestura, Rosignano Monferrato, San Giorgio Monferrato, Terruggia, Villanova Monferrato

## Personnalités liées à Casale Monferrato
- saint Evasio (en) (mort au IIIe, IVe, ou VIIIe siècle, peut-être), martyr et saint patron de la ville.
- Ubertin de Casale (1259–1329), prêcheur franciscain et théologien.
- Yolande de Montferrat (1274–1317), impératrice byzantine, épouse de l'empereur Andronic II Paléologue.
- Facino Cane (1360–1412), condottiere.
- Guillaume VIII, marquis de Montferrat (1420–1483), qui établit définitivement Casale Monferrato comme capitale de ses terres.
- Boniface III, marquis de Montferrat (1424–1494), .
- Giovanni Martino Spanzotti (né vers 1455), peintre,
- Guillaume VIII, marquis de Montferrat (1486–1518),
- Pietro Grammorseo, peintre d'origine flamande, actif à Casale Monferrato où il meurt vers 1531.
- Anne d'Alençon (1492–1562), marquise de Montferrat.
- Jean Georges, marquis de Montferrat (1488-1533).
- Boniface IV, marquis de Montferrat (1512–1530).
- Stefano Guazzo (1530–1593), fondateur de l'Académie littéraire de Casale « l'Illustrati ».
- Francesco Huppazoli (1587-1702), centenaire, né à Casale.
- Pietro Francesco Guala (1698-1757), peintre de l'école baroque piémontaise.
- Carlo Cozio, Comte de Montiglio et Salabue (1715–1780), joueur d'échecs.
- Jean-Chrysostôme de Villaret (1739-1824), évêque de Casale Monferrato sous le Premier Empire
- Carlo Vidua, Comte de Conzano (1785–1830), voyageur et archéologue.
- Carlo Evasio Soliva (1791–1853), musicien.
- Luigi Canina (1795–1856), archéologue et architecte
- Giovanni Lanza (1810–1882), homme politique.
- Ascanio Sobrero (1812-1888), chimiste.
- Eleuterio Pagliano (1826–1903), peintre.
- Luigi Hugues (1836-1913), ingénieur, géographe et musicien.
- Francesco Negri (1841–1924), photographe.
- Leonardo Bistolfi (1859–1933), sculpteur.
- Ugo Cavallero (1880–1943), militaire.
- Cesare Maria De Vecchi (1884-1959), homme politique.
- Natale Palli (1895-1919), aviateur.
- Umberto Caligaris (1901–1940), footballeur.
- Egidio Ortona (1911–1996), diplomate.
- Augusto Segre (1915-1986), écrivain et militant antifasciste.
- Giampaolo Pansa (né en 1935), journaliste et écrivain.
- Sergio Castelletti (né en 1937), footballeur.
- Roberto Bolle (né en 1975), danseur classique.